# In the Name of Love (Earth, Wind & Fire)
In the Name of Love è il diciassettesimo album discografico in studio del gruppo musicale statunitense Earth, Wind & Fire, pubblicato nel 1996.

## Tracce
1. Rock It – 4:26 (Philip Bailey, James Bailey, Sonny Emory, Morris Pleasure, Sheldon Reynolds, Verdine White)
2. In the Name of Love – 4:48 (Melanie Andrews, Morris Pleasure, Sheldon Reynolds, Betty Reynolds, Maurice White)
3. Revolution – 5:08 (James Bailey, Sonny Emory, Morris Pleasure, Maurice White)
4. When Love Goes Wrong – 4:48 (Philip Bailey, Alan Glass, Andrew Klippel)
5. Fill You Up – 4:06 (Kevin Guillaume, Ralph Hawkins, Jr., Damian Johnson, Paul Minor, Ralph Tresvant)
6. Right Time – 4:02 (Melanie Andrews, Paul Minor, Sheldon Reynolds, Maurice White)
7. Round and Round – 3:54 (Scott Mayo, Wil Wheaton)
8. Keep It Real – 4:51 (Melanie Andrews, Paul Minor, Morris Pleasure, Sheldon Reynolds, Maurice White)
9. Cruising – 5:41 (Philip Bailey, Sonny Emory, Morris Pleasure, Roxanne Seeman)
10. Love Is Life – 4:59 (Wade Flemons, Maurice White, Don Whitehead)
11. Avatar – 2:09 (Marcel East, Ralph Johnson)